# Liolaemus xanthoviridis
Liolaemus xanthoviridis är en ödleart som beskrevs av  José Miguel Cei och SCOLARO 1980. Liolaemus xanthoviridis ingår i släktet Liolaemus och familjen Tropiduridae. IUCN kategoriserar arten globalt som otillräckligt studerad. Inga underarter finns listade i Catalogue of Life.